# 波密无心菜
波密无心菜（学名：Arenaria bomiensis）是石竹科无心菜属的植物，为中国的特有植物。分布在中国大陆的西藏等地，生长于海拔3,700米的地区，见于山坡草地，目前尚未由人工引种栽培。